# Anthony Callea
Anthony Cosmo Callea (n. 13 de diciembre de 1982; Melbourne, Victoria) es un cantante australiano, ganador de premio ARIA y fue segundo lugar en la temporada del 2004 de Australian Idol. Actualmente Anthony tiene el récord por el más rápido en venderse y más vendido Sencillos, por su The Prayer (sencillo debut). Anthony ha acumulado una serie de premios incluidos un ARIA Award, Channel V por el Artista del Año, Pop Republic por Artista del Año, MTV Viewer’s Choice Award, Variety’s Young por el Espectáculo del año, MO Award y Gospel Music Award. Es conocido por su poderosa y adiestrada voz y su versatilidad en muchos géneros y actuaciones en vivo. Todos, excepto uno, de los tracks incluidos en su segundo álbum “A New Chapter” fueron coescritos por Callea y sus álbumes, sencillos y DVD han estado todos en el Top 20.

## Primeros pasos
Callea, apareciendo en créditos como Anthony De Fazio, apareció en un episodio de Funky Squad, “The Wrong Side of the Tracks”, en 1995.

## Australian Idol
Callea comenzó en los concursos de talento desde que era un niño y se formó en la Johnny Young Talent School. Audiciono y fue selecto entre los últimos 30 en la serie de televisión Australian Idol en el 2004. Según los votos, él no fue favorecido para llegar a la ronda final, pero fue devuelto como “Judge’s Choice Wildcard” por los jueces, donde su actuación le hizo ganar un lugar entre los doce finales.
A través de las semanas de competición, su popularidad con el público Australiano creció. Durante su trayecto en el programa dio varias actuaciones que le ganaron la alabanza de los jueces, como “Bridge over Troubled Water” de Simon & Garfunkel, I Want to Know What Love Is” de Foreigner y la magistral interpretación de “The Prayer” original de Andrea Bocelli y Céline Dion.La competencia finalizao en noviembre de 2004, qeudando en segundo lugar frente a Casey Donovan.

## Vida personal
En febrero del 2008 dio a conocer que sale con el actor Tim Campbell. La pareja se conoció cuando trabajaron juntos en el musical Rent donde Anthony interpretaba al productor Mark y Tim al exadicto Roger.